# Molophilus afghanicus
Molophilus afghanicus là một loài ruồi trong họ Limoniidae. Chúng phân bố ở miền Cổ bắc.